# François Monnaville
François Monnaville (Bruxelles, 1646 - Rome, 1706) est un peintre et graveur des Pays-Bas méridionaux.

## Biographie
Né à Bruxelles en 1646, il est mort à Rome en 1706 ou 1716.
Il se forme d'abord auprès de Gaspard de Crayer, puis à l’Académie royale de peinture de Paris.
Il semble qu'il se soit installé à Rome en 1666. Il a travaillé pour le Prince Livio Odescalchi et la reine Christine de Suède en 1674. En 1680, il est devenu membre de l'Accademia di San Luca, puis des Bentvueghels avec le surnom Jeught.
En 1675, il épouse à Rome Caterina Bartoli, alors âgée de quinze ans.
Il a dressé un inventaire des tableaux de Christine de Suède.

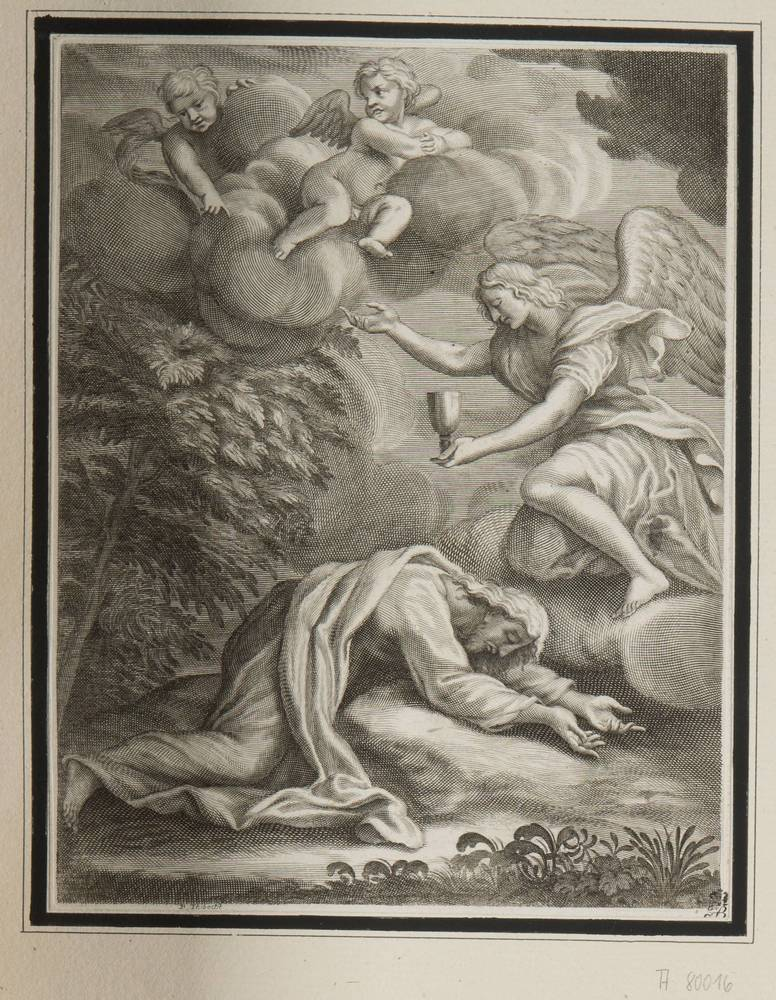
Christ sur le Mont des Oliviers, gravure de vers 1700 (Kupferstich-Kabinett).
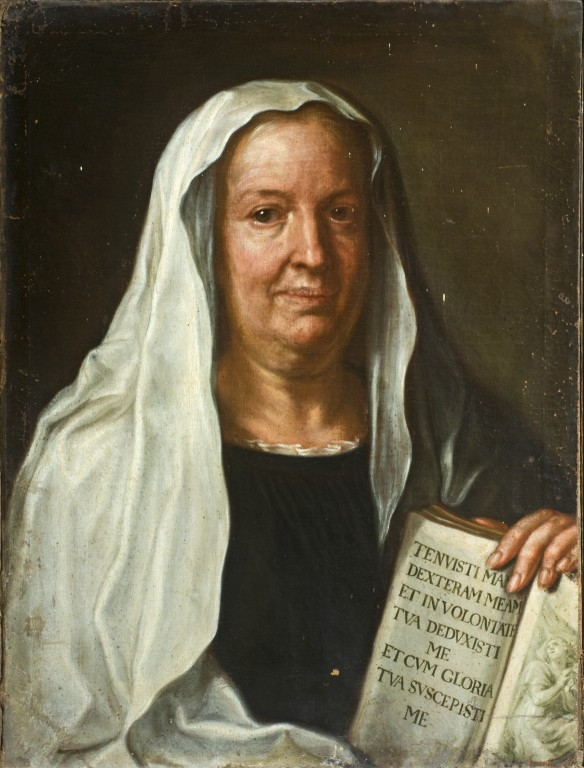
Sainte Françoise Romaine, tableau de vers 1700 (Pinacoteca comunale di Faenza (it)).